# ハンドレッドハヴェスタ
『ハンドレッドハヴェスタ』は、土門弘幸のライトノベル。電撃文庫より刊行。

## ストーリー
進藤辰海（しんどうたつみ）は、時間が停止し、暗闇に覆われる世界に巻き込まれることがよくあった。そんなとき辰海は、不思議な少年、拓都と出会う。
｢俺があなたを守ります｣ そこへ、辰海のことを伽羅と呼び連れ去ろうとする者たちが現れた。

## 用語
狭間（ガップ）
世界が、時間が停止し、暗闇に覆われてしまう現象。自然発生、または辰海も開くことができる。普通に人間がこの中にいると、時間が停止してしまうが、｢脳力者｣は狭間を知覚し、時間も停止しない。｢収穫者｣たちによって収穫され、｢加速体｣となって、｢収穫者使い｣に吸収される。
収穫者（ハヴェスタ）
物体に宿った意思のこと。｢狭間｣のなかで「収穫者使い」によって二頭身のまるいすがたで召喚される。さまざまな能力を持ち、さまざまな物体に宿る。
開かれる（ゲイプする）
「狭間」が「開く」ことをこう呼ぶ。
輝放（パーン）
「収穫者使い」が使う、呪文のようなもの。
加速体（アクセラータ）
「収穫者使い」が「輝放」、｢収穫者｣を使うのに必要なエネルギーのこと。「収穫者」が「狭間」を「収穫」することで得られる。これがなくなると、「脳力者」として力を失う。
狭間の獣(プルート・オブ・ワープ)
｢狭間｣内に入ってしまったトラックやバイクなどが、ゆがんだ姿で｢狭間｣内に現れること。

## 登場人物
高校生。本作の主人公。｢狭間｣を｢開い｣てしまうことがよくあり、琢都の母、菜糸に助けられていた。｢伽羅｣として目覚めてから、自由に｢狭間｣を｢開く｣ことができるようになる。琢都のことが好き。
石井琢都（いしいたくと）
菜糸の子供。｢収穫者使い｣として天賦の才をもつ。タロットを依代とする｢収穫者｣を使う。自力で｢収穫者｣を｢現体化｣させる力を持つが、脳への過負荷のためあまり使えない。辰海の｢開い｣た｢狭間｣にも転移できる。
佐々木和希（ささきかずき）
底抜けに元気で、ぬいぐるみが大好きな高校１年生。外見とは裏腹に言葉づかいも少々荒く、四肢から伸びた凶悪な爪で敵を切り裂く。偶然、渋谷で"狭間"を感知し、駿馬と出会ったことからぬいぐるみを依代とする"収穫者使い"となった。
畠山駿馬（はたやましゆんま）
生花店すずきの店長にして、巨体の"収穫者使い"。偶然、"狭間"の存在を感知した和希と出会い、助けることに。刀や巻物など古風な物体を依代とする。五月人形を思わせるきやびらかな甲冑を纏い、太刀を手にしている。
松井秀久（まついひでひさ）
謎の人物から辰海のことを聞き及び、少女を奪うために現れた粘着気質の"収穫者使い"。琢都との戦いに敗れ、強力な"収穫者"ケルベロスを奪われてしまう。